# Capri Holdings
Capri Holdings Limited (NYSE: CPRI, precedentemente nota come Michael Kors Holdings Limited) è una holding multinazionale che opera nel settore della moda, con sede nelle Isole Vergini britanniche e uffici a Londra e New York. È stata fondata nel 1981 dallo stilista statunitense Michael Kors e vende vestiti, scarpe, orologi, borse e altri accessori di lusso. Detiene la proprietà di Jimmy Choo e Michael Kors. Nel 2025, l’azienda ha 1.239 negozi in tutto il mondo (inclusi i concessionari).

## Storia

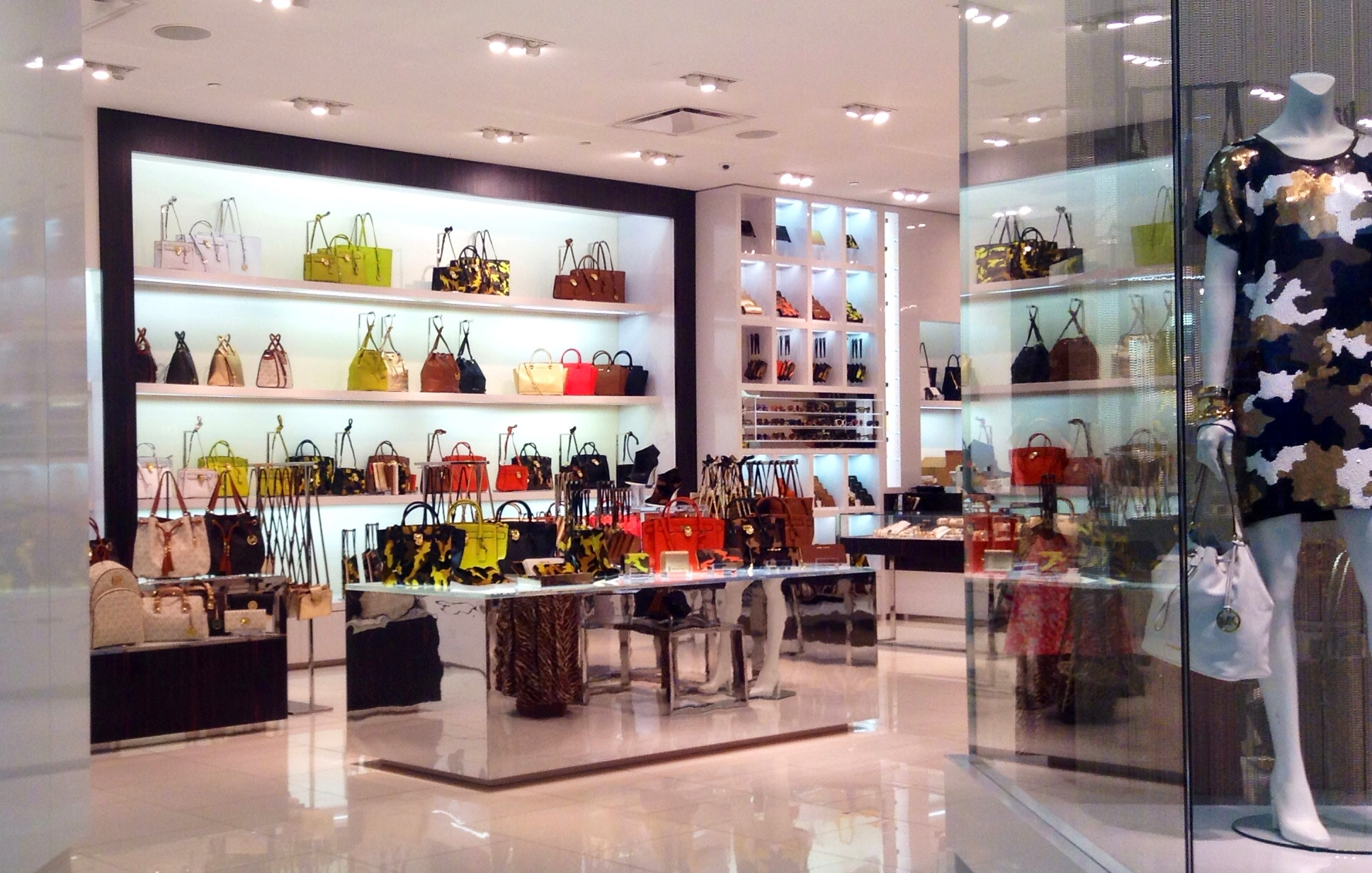
Una boutique di Michael Kors

Nel 1981 lo stilista lanciò il suo marchio femminile "Michael Kors" nei grandi magazzini Bergdorf Goodman, sulla Quinta Strada di Manhattan. Nel 1990 l'azienda lanciò inoltre la linea "KORS Michael Kors". Dopo la dichiarazione di bancarotta aziendale del 1993, Kors iniziò a disegnare per altri marchi, e nel 1997 lanciò una nuova linea di abbigliamento femminile a basso prezzo (la prima linea maschile sarebbe stata inaugurata nel 2002). Nello stesso anno fu scelto come primo stilista prêt-à-porter femminile per la maison Céline.
Kors lasciò la casa di moda francese nell'ottobre 2003 per concentrarsi sul proprio marchio, costituendo la holding Michael Kors Holdings Limited (MKHL). Un anno più tardi, nel 2004, lanciò la linea "MICHAEL Michael Kors", che comprende borse e scarpe da donna e abbigliamento prêt-à-porter femminile. Nel luglio 2017 la MKH acquistò il marchio Jimmy Choo per 297 milioni di sterline, e rilevò quindi Versace nel settembre 2018 (valutato $1,1 miliardi) per venderlo ad aprile 2025 per $1,15 miliardi. Dal 2 gennaio 2019 il nome della società è Capri Holdings.